# Pascale Cossart
Pascale Cossart (Cambrai, 21 de marzo de 1948) es una investigadora francesa, especializada en microbiología celular, profesora del Instituto Pasteur desde 2006. Es miembro de la Academia de las ciencias desde 2002.

## Biografía
Es originaria de una familia de industriales. Desde sus estudios de secundaria quería ser científica. Estudia Química en Lille donde hizo una maestría en Ciencias. En 1971 obtiene un Máster de Ciencia de la Universidad de Georgetown después, en 1977, un doctorado en ciencias bajo la dirección de Georges Cohen en la Universidad París VII. 
Es directora de una unidad de investigación en el Instituto Pasteur desde 1991, y profesor de clase excepcional desde 2006. Ha publicado numerosos artículos sobre la biología molecular y celular de la bacteria patógena Listeria monocytogenes. Sus contribuciones mayores a la propiedad de las interacciones huéspedes-patógenos sobre todo cómo la listeria llega a pasar la pared intestinal él han valido numerosas distinciones nacionales e internacionales.
Entre los principales logros de su carrera científica, se puede citar:
- En 1987, el descubrimiento del primer factor de virulencia de Listeria monocytogenes, la listerolysin O (LLO),
- En 1991 y 1995, la identificación de la internalina A (InlA) y de InlB, dos proteínas de superficie de Listeria monocytogenes que permite la entrada de esta bacteria en las células humanas,
- En 1992, la identificación de la proteína de superficie ActA, que permite a Listeria monocytogenes moverse en el citosol de las células infectadas al polimerizar la actina; esto ayudó a entender los mecanismos de polimerización del citoesqueleto,
- La coordinación de la secuenciación del genoma de Listeria monocytogenes, publicado en 2001,
- En 2005, la identificación del rol de la clatrina en la endoctosis de gordos objetos como las bacterias,
- Más recientemente, la exploración del transcriptoma de Listeria monocytogenes, definiendo un panorama de la expresión de los genes de virulencia, y poniendo en luz de nuevos mecanismos de regulación (ARN no codants, riboswitch).

## Distinciones
- Miembro de la Organización Europea de Biología Molecular (EMBO) (1995)[5]
- Miembro del Academia Europaea (1998)
- Correspondiente de la Academia de las ciencias (1999)
- Internacional Research Scholar del Howard Hughes Medical Institute (2000)
- Miembro de la Deutsche Akademie der Naturforscher Leopoldina (2001)
- Miembro de la Academia de Ciencias de Francia (2002)
- Miembro del American Academy of Microbiology (2004)
- Asociado extranjero de la Academia Nacional de Ciencias de Estados Unidos (2009)
- Doctora honoris causa de la Escuela Politécnica Federal de Lausana (2009)
- Miembro extranjero de la Royal Society (Reino Unido) (2010)
- Elegida secretaria perpetuo de la Academia de las ciencias para las ciencias químicas, biológicas y médicas en julio de 2015, con apresamiento de función el 1 de enero de 2016.
- Comendadora de la Legión de Honor (2013 - oficiar en 2007).[6]
- Comendadora del orden nacional del Mérito[7]

## Premios
- Premio Carlos J. Finlay de Microbiología, Unesco (1995)
- Condecoración Louis Rapkine (1997)
- Premio El Oreal-UNESCO para las mujeres y la ciencia (1998)
- Premios Richard Lounsbery de la Academia de las ciencias y de la Nacional Academy of Ciencias (1998)
- Condecoración de oro Louis Pasteur de la Sociedad sueca de medicina (2000)
- Premio de investigación Nestlé "El hombre y su nutrición" (2000)
- Premio Valade Senior de la Fundación de Francia (2003)
- Premio de investigación fundamental de la Inserm (2005)
- Condecoración del Instituto Cochin (2006) [8]
- GlaxoSmithKline Internacional ASM Member of the Year (2007)
- Premio Robert Koch (2007)[9]
- Premio Louis-Jeantet de medicina (2008)[10]
- Premio Balzan (2013)[11]
- Premio L'Oréal-UNESCO a Mujeres en Ciencia[12] (2018)

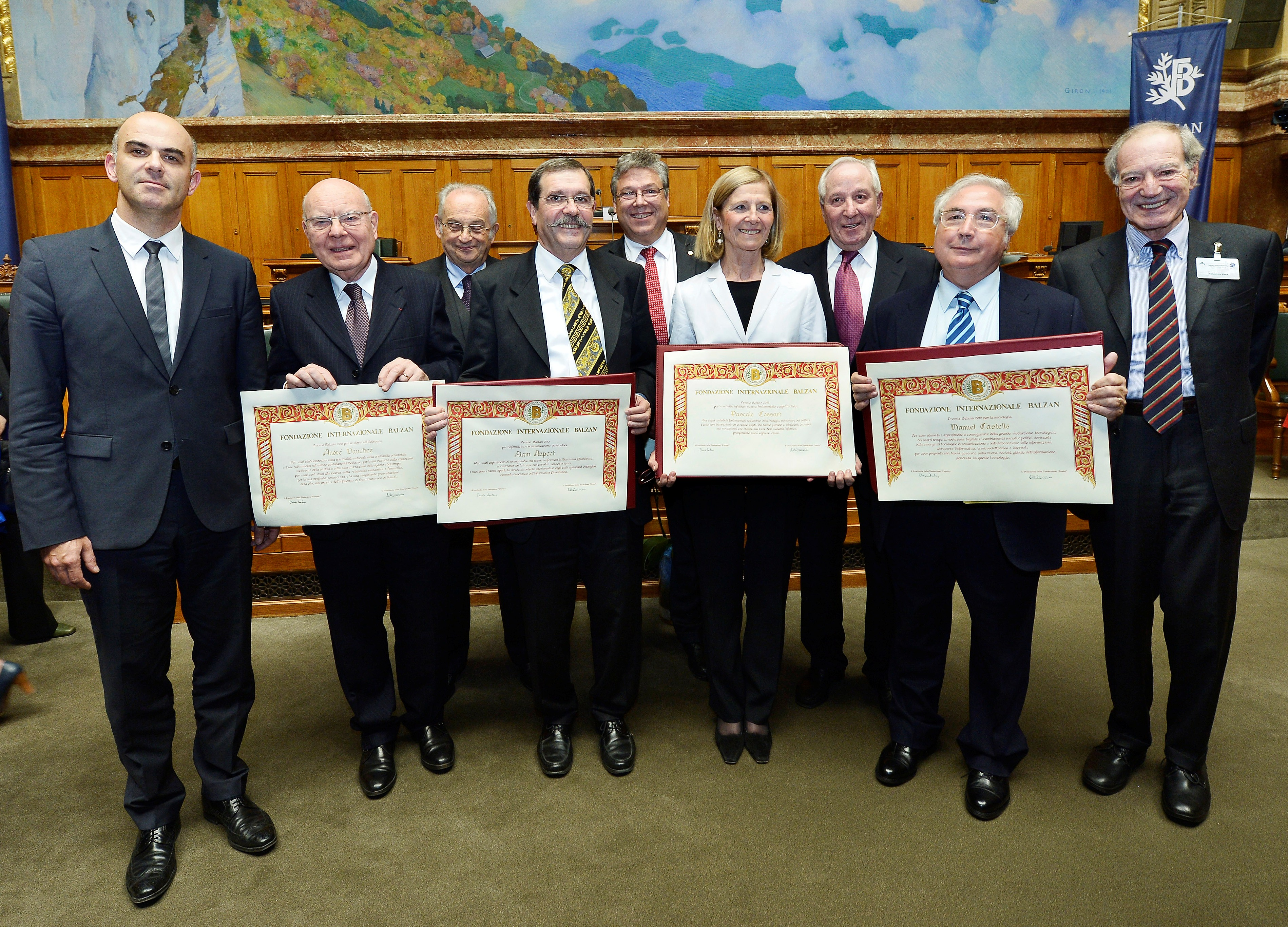
Pascale Cossart recibe el Premio Balzan 2013 en Berna (Suiza)